# Yeman Crippa
Yemaneberhan Crippa, detto Yeman (Dessiè, 15 ottobre 1996), è un mezzofondista e maratoneta italiano, ex detentore del record europeo dei 5 km e primatista nazionale dei 3000, 5000, 10000 metri piani e della mezza maratona.
In carriera ha vinto tre medaglie d'oro a livello europeo: nei 10000 m piani a Monaco di Baviera 2022 e nella mezza maratona (e conseguente prova a squadre) a Roma 2024. Ha inoltre conquistato la medaglia di bronzo nei 10000 metri piani agli europei di Berlino 2018 e nei 5000 m piani agli europei di Monaco di Baviera 2022. È stato campione europeo under 23 dei 5000 m piani nel 2017, nonché due volte campione europeo juniores (Samokov 2014 e Hyères 2015) agli europei di corsa campestre, oltreché bronzo sui 5000 m agli europei juniores di Eskilstuna 2015.
Vanta inoltre un titolo di campione italiano assoluto dei 1500 m piani e due di corsa campestre, oltre a 14 titoli italiani giovanili (in 6 specialità diverse) su 17 finali disputate.

## Biografia
Nato il 15 ottobre 1996 in Etiopia, viene adottato nel 2001 insieme ai suoi cinque fratelli dalla famiglia Crippa di Milano, dopo un periodo trascorso in orfanotrofio ad Addis Abeba. Il fratello maggiore Nekagenet è anche lui un mezzofondista della nazionale seniores.
Risiede a Montagne in Trentino con la sua famiglia. Dopo aver giocato come calciatore in due squadre locali viene indirizzato alla corsa da Marco Borsari, nell'Atletica Valchiese (società con la quale è rimasto tesserato dal 2007 al 2011). Dopo la scomparsa del suo primo allenatore, viene allenato dall'ex mezzofondista delle Fiamme Azzurre Massimo Pegoretti. Dal 2012 è passato alla Valsugana Trentino.
Nel biennio 2010-2011, tra i cadetti, ha vinto cinque titoli italiani di categoria: corsa in montagna, 2000 m (sia nel 2010, sia nel 2011) e corsa campestre (2010). Il 4 giugno del 2010 ha realizzato a Trento il record italiano cadetti sui 1500 metri piani, vincendo la gara col tempo di 3'59"57.
Nel 2012 ha partecipato, ancora da allievo, agli europei juniores di corsa campestre a Budapest in Ungheria, classificandosi 32º nell'individuale e 6º nella prova a squadre. Tra il 2012 ed il 2013 ha conquistato quattro titoli italiani allievi: corsa campestre e 3000 m nel 2012, corsa campestre e 1500 m nel 2013. Nel 2013, ancora da allievo, ha preso parte a due rassegne internazionali juniores di corsa campestre: ai mondiali di Bydgoszcz in Polonia ha terminato al 38º posto nella classifica individuale ed al 6º in quella a squadre. Agli europei di corsa di campestre di Belgrado ha vinto la medaglia di bronzo a squadre con gli juniores, arrivando settimo nella prova individuale. Inoltre ha gareggiato anche ai mondiali allievi di Donec'k, classificandosi al sesto posto finale sui 1500 metri piani e realizzando il nuovo record italiano di categoria.
Si è diplomato alla scuola alberghiera di Tione. Nel giugno del 2014 è stato arruolato dalle Fiamme Oro ed è arrivato decimo sui 1500 metri piani ai mondiali juniores di Eugene. Nel dicembre del 2014, agli europei di corsa campestre svoltisi a Samokov, in Bulgaria, ha vinto l'oro sia nella prova individuale sia nella classifica a squadre. Nel biennio 2014-2015 ha inoltre conquistato quattro titoli italiani juniores.
Nel 2015 ha partecipato ai mondiali juniores di corsa campestre in Cina a Guiyang, terminando ventesimo nell'individuale ed ottavo nella classifica a squadre. Nel corso dello stesso anno ha ottenuto la medaglia di bronzo sui 5000 metri piani agli europei juniores di Eskilstuna in Svezia, mentre torna dagli europei di corsa campestre disputatisi in Francia con un oro ed un argento.
Il 21 febbraio del 2016, a Gubbio, in occasione dei campionati nazionali di corsa campestre, ha vinto il suo primo titolo italiano assoluto, insieme al titolo promesse. Nello stesso anno debutta in nazionale maggiore agli europei di Amsterdam, dove termina all'ottavo posto nei 5000 metri piani. Negli anni successivi entra in pianta stabile in nazionale e contestualmente vince varie medaglie nel cross, sia a livello senior sia a livello under 23. 
Il 7 agosto 2018 vince la medaglia di bronzo nei 10000 m piani agli europei svoltisi a Berlino. Il 6 ottobre 2019 conquista l'8º posto nella finale dei 10000 m ai campionati mondiali di Doha con il tempo di 27'10"76, battendo il record italiano di specialità stabilito trent'anni prima da Salvatore Antibo.
Il 17 settembre 2020 si è classificato quarto nella gara dei 3000 m piani al Golden Gala Pietro Mennea, stabilendo il nuovo record italiano con il tempo di 7'38"27. Nel 2021 ha preso parte ai Giochi olimpici di Tokyo, classificandosi 11º nei 10000 metri piani e venendo eliminato in batteria nei 5000 metri piani. Il 27 febbraio 2022 partecipa alla Napoli City Half Marathon, vincendo la gara con il record italiano di mezza maratona e diventando il primo italiano a scendere sotto l'ora nella disciplina (59'26"). Nello stesso anno prende parte agli europei di Monaco di Baviera, da cui torna con la medaglia d'oro sui 10000 metri piani e con la medaglia d'argento sui 5000 metri piani.
Il 18 febbraio 2024 si classifica quarto alla maratona di Siviglia, stabilendo il nuovo record italiano con il tempo di 2h06'06". A giugno prende invece parte agli europei casalinghi di Roma, dove vince l'oro nella mezza maratona e nella mezza maratona a squadre.

### Il documentario
La storia personale e familiare di Yemaneberhan e del fratello Nekagenet (adottati insieme ai 4 fratelli e ai 3 cugini) è stata raccontata dal regista Matteo Valsecchi nel documentario Yema e Neka, presentato nel 2015 in vari festival, tra cui: 63º Trento Film Festival e Internationales Bergfilmfestival Salzburg. Nel novembre del 2016 il documentario ha vinto una menzione d'onore alla 34ª edizione di Sport Movies & Tv - Milano International FICTS Fest organizzato da FICTS.

## Record nazionali
Seniores
- 3000 metri piani: 7'37"90 ( Gateshead, 13 luglio 2021)
- 5000 metri piani: 13'02"26 ( Ostrava, 8 settembre 2020)
- 5000 metri piani indoor: 13'23"99 ( Birmingham, 18 febbraio 2017)
- 5 km: 13'14" ( Herzogenaurach, 30 aprile 2022)
- 10000 metri piani: 27'10"76 ( Doha, 6 ottobre 2019)
- Mezza maratona: 59'26" ( Napoli, 27 febbraio 2022)

Promesse
- 3000 metri piani: 7'43"30 ( Ostrava, 13 giugno 2018)
- 5000 metri piani: 13'18"83 ( Stanford, 3 maggio 2018)
- 10000 metri piani: 27'44"21 ( Londra, 19 maggio 2018)

Allievi
- 1500 metri piani: 3'45"02 ( Donec'k, 14 luglio 2013)[11]

Cadetti
- 1500 metri piani: 3'59"57 ( Trento, 4 giugno 2010)[11]

## Progressione

### 1500 metri piani
| Stagione | Tempo   | Luogo       | Data      | Rank. Mond. |
| -------- | ------- | ----------- | --------- | ----------- |
| 2020     | 3'35"26 | Rovereto    | 5-8-2020  |             |
| 2019     | 3'37"81 | Rabat       | 16-6-2019 |             |
| 2018     | 3'38"22 | Roma        | 31-5-2018 |             |
| 2017     | 3'44"16 | Castiglione | 14-5-2017 |             |
| 2016     | 3'38"37 | Padova      | 17-7-2016 |             |
| 2015     | 3'43"70 | Conegliano  | 24-6-2015 |             |
| 2014     | 3'43"44 | Eugene      | 22-7-2014 |             |
| 2013     | 3'45"02 | Donec'k     | 14-7-2013 |             |
| 2012     | 3'59"64 | Trento      | 18-9-2012 |             |
| 2010     | 3'59"57 | Trento      | 4-6-2010  |             |

### 3000 metri piani
| Stagione | Tempo   | Luogo          | Data      | Rank. Mond. |
| -------- | ------- | -------------- | --------- | ----------- |
| 2021     | 7'37"90 | Gateshead      | 13-7-2021 |             |
| 2020     | 7'38"27 | Roma           | 17-9-2020 |             |
| 2019     | 7'58"11 | Minsk          | 10-9-2019 |             |
| 2018     | 7'43"30 | Ostrava        | 13-6-2018 |             |
| 2017     | 7'55"31 | Parigi         | 1-7-2017  |             |
| 2015     | 8'17"72 | Rio de Janeiro | 8-8-2015  |             |
| 2014     | 8'09"89 | Conegliano     | 20-6-2014 |             |
| 2013     | 8'12"00 | Trento         | 6-8-2013  |             |
| 2012     | 8'42"63 | Firenze        | 30-9-2012 |             |

### 5000 metri piani
| Stagione | Tempo    | Luogo      | Data       | Rank. Mond. |
| -------- | -------- | ---------- | ---------- | ----------- |
| 2023     | 13'34"29 | Chorzow    | 25-06-2023 | 334°        |
| 2022     | 13'04"95 | Roma       | 9-6-2022   | 32°         |
| 2021     | 13'17"23 | Chorzow    | 29-5-2021  | 61°         |
| 2020     | 13'02"26 | Ostrava    | 8-9-2020   | 7°          |
| 2019     | 13'07"84 | Londra     | 20-7-2019  | 26°         |
| 2018     | 13'18"83 | Palo Alto  | 3-5-2018   | 40°         |
| 2017     | 13'23"99 | Birmingham | 15-7-2017  | 87°         |
| 2016     | 13'36"65 | Bellinzona | 6-6-2016   |             |
| 2015     | 13'58"31 | Gorizia    | 17-6-2015  |             |
| 2014     | 14'22"07 | Landquart  | 20-9-2014  |             |

### 10000 metri piani
| Stagione | Tempo    | Luogo  | Data      | Rank. Mond. |
| -------- | -------- | ------ | --------- | ----------- |
| 2023     | 28'08"83 | Pacé   | 3-6-2023  |             |
| 2022     | 27'16"18 | Londra | 14-5-2022 | 24º         |
| 2021     | 27'54"05 | Tokyo  | 30-7-2021 | 112º        |
| 2019     | 27'10"76 | Doha   | 6-10-2019 | 14º         |
| 2018     | 27'44"21 | Londra | 19-5-2018 |             |

## Palmarès
| Anno | Manifestazione          | Sede          | Evento         | Risultato | Prestazione | Note                                     |
| ---- | ----------------------- | ------------- | -------------- | --------- | ----------- | ---------------------------------------- |
| 2012 | Europei di cross        | Szentendre    | Corsa U20      | 32º       | 19'33"      | [ 12 ]                                   |
| 2012 | Europei di cross        | Szentendre    | A squadre      | 6º        | 114 p.      | [ 13 ]                                   |
| 2013 | Mondiali di cross       | Bydgoszcz     | Corsa U20      | 38º       | 23'36"      | [ 14 ]                                   |
| 2013 | Mondiali di cross       | Bydgoszcz     | A squadre      | 6º        | 164 p.      | [ 15 ]                                   |
| 2013 | Mondiali U18            | Donec'k       | 1500 m piani   | 6º        | 3'45"02     | [ 16 ]                                   |
| 2013 | Europei di cross        | Belgrado      | Corsa U20      | 7º        | 18'14       | [ 17 ]                                   |
| 2013 | Europei di cross        | Belgrado      | A squadre      | Bronzo    | 55 p.       | [ 18 ]                                   |
| 2014 | Mondiali U20            | Eugene        | 1500 m piani   | 10º       | 3'47"16     | [ 19 ]                                   |
| 2014 | Europei di cross        | Samokov       | Corsa U20      | Oro       | 20'07"      | [ 20 ]                                   |
| 2014 | Europei di cross        | Samokov       | A squadre      | Oro       | 18 p.       | [ 21 ]                                   |
| 2015 | Mondiali di cross       | Guiyang       | Corsa U20      | 20º       | 24'52"      | [ 22 ]                                   |
| 2015 | Mondiali di cross       | Guiyang       | A squadre      | 8º        | 176 p.      | [ 23 ]                                   |
| 2015 | Europei U20             | Eskilstuna    | 5000 m piani   | Bronzo    | 14'35"39    | [ 22 ]                                   |
| 2015 | Europei di cross        | Hyères        | Corsa U20      | Oro       | 17'39"      | [ 22 ]                                   |
| 2015 | Europei di cross        | Hyères        | A squadre      | Argento   | 29 p.       | [ 24 ]                                   |
| 2016 | Europei                 | Amsterdam     | 5000 m piani   | 8º        | 13'46"30    | [ 25 ]                                   |
| 2016 | Europei di cross        | Chia          | Corsa U23      | Bronzo    | 22'54"      | [ 26 ]                                   |
| 2016 | Europei di cross        | Chia          | A squadre      | Oro       | 35 p.       | [ 26 ]                                   |
| 2017 | Europei indoor          | Belgrado      | 3000 m piani   | 7º        | 8'05"63     | [ 27 ]                                   |
| 2017 | Europei U23             | Bydgoszcz     | 5000 m piani   | Oro       | 14'14"28    | [ 28 ]                                   |
| 2017 | Europei di cross        | Šamorín       | Corsa U23      | Bronzo    | 24'42"      | [ 29 ]                                   |
| 2017 | Europei di cross        | Šamorín       | A squadre      | 5º        | 82 p.       | [ 29 ]                                   |
| 2018 | Giochi del Mediterraneo | Tarragona     | 5000 m piani   | Bronzo    | 13'56"53    |                                          |
| 2018 | Europei                 | Berlino       | 10000 m piani  | Bronzo    | 28'12"15    |                                          |
| 2018 | Europei                 | Berlino       | 5000 m piani   | 4º        | 13'19"85    |                                          |
| 2018 | Europei di cross        | Tilburg       | Corsa seniores | 6°        | 29'14"      |                                          |
| 2018 | Europei di cross        | Tilburg       | A squadre      | Bronzo    | 37 p.       |                                          |
| 2019 | Mondiali                | Doha          | 5000 m piani   | Batteria  | 13'29"08    |                                          |
| 2019 | Mondiali                | Doha          | 10000 m piani  | 7º        | 27'10"76    | Record nazionale                         |
| 2019 | Europei di cross        | Lisbona       | Corsa seniores | Argento   | 30'21"      |                                          |
| 2019 | Europei di cross        | Lisbona       | A squadre      | 9º        | 85 p.       |                                          |
| 2021 | Giochi olimpici         | Tokyo         | 10000 m piani  | 11º       | 27'54"05    | Miglior prestazione personale stagionale |
| 2021 | Giochi olimpici         | Tokyo         | 5000 m piani   | Batteria  | 13'47"12    |                                          |
| 2021 | Europei di cross        | Dublino       | Corsa Seniores | dnf       | dnf         |                                          |
| 2021 | Europei di cross        | Dublino       | A squadre      | 11º       | 163 p.      |                                          |
| 2022 | Europei                 | Monaco        | 5000 m piani   | Bronzo    | 13'24"83    |                                          |
| 2022 | Europei                 | Monaco        | 10000 m piani  | Oro       | 27'46"13    |                                          |
| 2022 | Europei di cross        | Venaria Reale | Corsa seniores | 4º        | 29'47"      |                                          |
| 2022 | Europei di cross        | Venaria Reale | A squadre      | Argento   | 25 p.       |                                          |
| 2023 | Giochi europei          | Chorzów       | 5000 m piani   | Bronzo    | 13'34"29    | [ 30 ]                                   |
| 2023 | Giochi europei          | Chorzów       | A squadre      | Oro       | 426,5 p.    | [ 30 ]                                   |
| 2023 | Mondiali                | Budapest      | 10000 m piani  | 12º       | 28'16"40    |                                          |
| 2023 | Europei di cross        | Bruxelles     | Corsa seniores | 13º       | 30'47"      |                                          |
| 2023 | Europei di cross        | Bruxelles     | A squadre      | 8°        | 91 pt.      |                                          |
| 2024 | Europei                 | Roma          | Mezza maratona | Oro       | 1h01'03"    | Record dei campionati                    |
| 2024 | Europei                 | Roma          | A squadre      | Oro       | 3h03'33"    |                                          |
| 2024 | Giochi olimpici         | Parigi        | Maratona       | 25º       | 2h10'36"    |                                          |
| 2024 | Europei di cross        | Antalya       | Corsa seniores | Argento   | 22'24"      |                                          |
| 2024 | Europei di cross        | Antalya       | A squadre      | 9º        | 97 pt.      |                                          |

## Campionati nazionali
- 1 volta campione nazionale assoluto dei 1500 m piani (2016)
- 1 volta campione nazionale assoluto dei 5000 m piani (2022)
- 1 volta campione nazionale assoluto indoor dei 3000 m piani (2016)
- 2 volte campione nazionale assoluto di corsa campestre (2016, 2019)
- 1 volta campione nazionale promesse di corsa campestre (2016)
- 1 volta campione nazionale juniores dei 5000 m piani (2015)
- 1 volta campione nazionale juniores indoor dei 1500 m piani (2015)
- 1 volta campione nazionale juniores di corsa campestre (2015)
- 1 volta campione nazionale juniores dei 1500 m piani (2014)
- 1 volta campione nazionale allievi dei 1500 m piani (2013)
- 1 volta campione nazionale allievi dei 3000 m piani (2012)
- 2 volte campione nazionale allievi di corsa campestre (2012, 2013)
- 2 volte campione nazionale cadetti di corsa in montagna (2010, 2011)
- 2 volte campione nazionale cadetti dei 2000 m piani (2010, 2011)
- 1 volta campione nazionale cadetti di corsa campestre (2010)

2010
- Oro ai campionati italiani cadetti e cadette di corsa campestre (Formello), 2,500 km - 7'52 (cadetti)[31]
- Oro ai campionati italiani giovanili di corsa in montagna (Losine), 2,700 km - 15'44 (cadetti)[32]
- Oro ai campionati italiani cadetti e cadette (Cles), 2000 m piani - 5'42"43[33]

2011
- Oro ai campionati italiani giovanili di corsa in montagna (Prosto di Piuro), 3,490 km - 13'27 (cadetti)[34][35]
- Oro ai campionati italiani cadetti e cadette (Jesolo), 2000 m piani - 5'34"15[36]

2012
- Oro ai campionati italiani di corsa campestre (Borgo Valsugana), 5 km - 16'19 (allievi)[37]
- 7º ai campionati italiani allievi e juniores indoor (Ancona), 1000 m - 2'34"99[38]
- Argento ai campionati italiani giovanili di corsa in montagna (Caddo di Crevoladossola), 4,200 km - 20'32 (allievi)[39]
- Oro ai campionati italiani allievi e allieve (Firenze), 3000 m piani - 8'42"63[40]

2013
- Oro ai campionati italiani di corsa campestre (Abbadia di Fiastra), 5 km - 15'22 (allievi)[41]
- 5º ai campionati italiani allievi e juniores indoor (Ancona), 1000 m - 2'32"88[42]
- Oro ai campionati italiani allievi e allieve (Jesolo), 1500 m piani - 3'57"99[43]

2014
- Oro ai campionati italiani juniores e promesse (Torino), 1500 m piani - 3'53"39[44]

2015
- Oro ai campionati italiani di corsa campestre (Fiuggi), 8 km - 25'15 (juniores)[45]
- Oro ai campionati italiani juniores e promesse indoor (Ancona), 1500 m piani - 3'51"43[46]
- Oro ai campionati italiani juniores e promesse (Rieti), 5000 m piani - 14'14"45[47]

2016
- Oro ai campionati italiani di corsa campestre (Gubbio), 10 km - 29'59 (assoluti)[48]
- Oro ai campionati italiani di corsa campestre (Gubbio), 10 km - 29'59 (promesse)[49]
- Oro ai campionati italiani assoluti indoor (Ancona), 3000 m piani - 7'57"25[50]
- Oro ai campionati italiani assoluti (Rieti), 1500 m piani - 3'45"25[51]

2019
- Oro ai campionati italiani di corsa campestre - 30'16"

2022
- Oro ai campionati italiani assoluti (Rieti), 5000 m piani - 13'26"11

## Altre competizioni internazionali
2015
- 12º alla BOclassic ( Bolzano) - 30'06"

2016
- 8º al Campaccio ( San Giorgio su Legnano) - 29'30"
- Argento al Giro podistico internazionale di Castelbuono ( Castelbuono) - 31'19"
- 7º alla BOclassic ( Bolzano) - 29'56"

2017
- 4º alla Cinque Mulini ( San Vittore Olona) - 34'42"
- 8º al Campaccio ( San Giorgio su Legnano) - 29'48"
- 4º alla BOclassic ( Bolzano) - 29'25"
- Oro all'Cross das Amendoeiras em Flor ( Albufeira) - 30'04"

2018
- Bronzo in Coppa Europa dei 10000 metri ( Londra) - 27'44"21
- 8º alla BOclassic ( Bolzano) - 29'23"

2019
- Oro nella Super League degli Europei a squadre ( Bydgoszcz), 5000 m piani - 13'43"30
- Oro in Coppa Europa dei 10000 metri ( Londra) - 27'49"79
- 5º alla BOclassic ( Bolzano) - 28'54"

2020
- 4º al Campaccio ( San Giorgio su Legnano) - 29'18"
- 4º al Golden Gala Pietro Mennea ( Roma), 3000 m piani - 7'38"27
- 4º alla BOclassic ( Vadena), 5 km - 13'20"

2022
- Oro alla Napoli City Half Marathon ( Napoli) - 59'26"
- 11º al Golden Gala ( Roma), 5000 m piani - 13'04"95
- Argento alla BOclassic ( Bolzano) - 28'17"
- Bronzo al Giro al Sas ( Trento) - 28'59"
- 7º alla Road to Records ( Herzogenaurach), 5 km - 13'14"

2023
- Oro in Coppa Europa dei 10000 metri ( Pacé) - 28'08"83
- Argento a squadre in Coppa Europa dei 10000 metri ( Pacé) - 1h25'10"56
- Campionati europei a squadre di atletica leggera ( Chorzów)
- Bronzo ai Campionati europei a squadre di atletica leggera ( Chorzów), 5000 m piani - 13'34"29
- Argento a squadre in Coppa Europa dei 10000 metri ( Pacé)
- 5º alla Milano Marathon ( Milano) - 2h08'57"
- Argento al Giro al Sas ( Trento) - 28'52"
- Argento alla BOclassic ( Bolzano) - 28'03"
- Bronzo al Campaccio ( San Giorgio su Legnano) - 28'47"
- Argento alla Cinque Mulini ( San Vittore Olona) - 29'06"

2024
- 4º alla Maratona di Siviglia ( Siviglia) - 2h06'06"
- 4º alla adizero Road to Records ( Herzogenaurach), 10 km - 27'08"
- Argento al Giro al Sas ( Trento) - 28'32"
- Argento alla BOclassic ( Bolzano) - 28'01"

2025
- Campionati europei a squadre di atletica leggera ( Madrid)
- 4º alla Mezza maratona di Barcellona ( Barcellona) - 59'52"
- Oro al Giro podistico internazionale di Castelbuono ( Castelbuono) - 34'16"